# Thyreodon
Thyreodon är ett släkte av steklar. Thyreodon ingår i familjen brokparasitsteklar.

## Dottertaxa tillThyreodon, i alfabetisk ordning[1]
- Thyreodon affinis
- Thyreodon alayoi
- Thyreodon apricus
- Thyreodon atricolor
- Thyreodon atriventris
- Thyreodon bicolor
- Thyreodon boliviae
- Thyreodon carmeani
- Thyreodon cyaneus
- Thyreodon darlingi
- Thyreodon deansi
- Thyreodon delvarei
- Thyreodon elegans
- Thyreodon erythrocera
- Thyreodon fenestratus
- Thyreodon fernaldi
- Thyreodon ferrugineus
- Thyreodon flammiger
- Thyreodon fulvescens
- Thyreodon gabrieli
- Thyreodon grandis
- Thyreodon kriegeri
- Thyreodon lacteipennis
- Thyreodon laticinctus
- Thyreodon maculipennis
- Thyreodon marginipennis
- Thyreodon morosus
- Thyreodon niger
- Thyreodon ornatipennis
- Thyreodon papei
- Thyreodon rivinae
- Thyreodon robur
- Thyreodon ruficornis
- Thyreodon rufothorax
- Thyreodon santarosae
- Thyreodon schauffi
- Thyreodon sharkeyi
- Thyreodon spectabilis
- Thyreodon ultor
- Thyreodon umbrifer
- Thyreodon walkerae
- Thyreodon venustus
- Thyreodon whitfieldi
- Thyreodon woodleyi
- Thyreodon zitaniae